# Хайнрих II Шенк фон Лимпург
Хайнрих II Шенк фон Лимпург-Оберзонтхайм (на немски: Heinrich II Schenk von Limpurg-Obersontheim; * 23 януари 1573, Оберзонтхайм; † 13 май 1637, Оберзонтхайм) е наследствен имперски шенк, господар и фрайхер на Лимпург-Зонтхайм/Оберзонтхайм в Баден-Вюртемберг.

## Произход
Той е син на Фридрих VI Шенк фон Лимпург (1536 – 1596), господар на Шпекфелд-Оберзонтхайм, и втората му съпруга Агнес фон Лимпург-Гайлдорф (1542 – 1606), дъщеря на Вилхелм III Шенк фон Лимпург (1498 – 1552) и Анна дела Скала/фон дер Лайтер († сл. 1545). Брат е на Вилхелм Шенк фон Лимпург-Шпекфелд (1568– 1633), главен фогт на Гьопинген, и Конрад Шенк фон Лимпург-Шпекфелд (1570 – 1634) и полубрат на имперски шенк Еберхард I Шенк фон Лимпург (1560 – 1622) и Георг Шенк фон Лимпург (1564 – 1628).
Хайнрих II Шенк фон Лимпург-Оберзонтхайм умира на 13 май 1637 г. в Оберзонтхайм на 64 години.

## Фамилия
Хайнрих II Шенк се жени на 3 март 1606 г. в Ербах, Оденвалд, за графиня Елизабет фон Ербах (* 30 юли 1578; † 15 март 1645 в Оберзонтхайм), дъщеря на граф Георг III фон Ербах (1548 – 1605) и втората му съпруга графиня Анна фон Золмс-Лаубах (1557 – 1586). Те имат децата:
- Луиза Юлиана фон Лимпург-Зонтхайм (* 2 юли 1608; † 2 юни 1630)
- Георг Фридрих фон Лимпург-Зонтхайм (* 14 юни 1610; † 5 май 1611)
- Лудвиг Казимир Шенк фон Лимпург (* 5 август 1611; † 3 октомври 1645), шенк на Лимпург, господар на Зонтхайм, женен на 9 декември 1638 г. за Доротея Мария фон Хоенлое-Валденбург-Пфеделбах (* 20 април 1618; † 16 септември 1695, Оберзонтхайм)
- Георг Хайнрих фон Лимпург-Зонтхайм (* 7 август 1612, Зомерхаузен; † 27 септември 1612/15 януари 1625)
- Анна Кристина фон Лимпург-Зонтхайм (* 15 декември 1615; † 28 май 1685, Валденбург), омъжена на 2 септември 1649 г. в Оберзонтхайм за граф Филип Готфрид фон Хоенлое-Валденбург (* 6 юни 1618; † 14 декември 1679)
- Фридрих Кристиан фон Лимпург-Зонтхайм (* 10 ямуари 1617; † 24 август 1617)